# Wanted: Dead or Alive
Wanted: Dead or Alive – drugi album duetu Kool G Rap & DJ Polo, wydany 13 sierpnia 1990 nakładem wytwórni Cold Chillin’ Records. Do utworów "Streets of New York" i "Erase Racism" zrealizowano teledyski.

## Lista utworów
Opracowano na podstawie źródła.
| #  | Tytuł                   | Gościnnie                                | Producent       | Czas | Sample                                                                                          |
| -- | ----------------------- | ---------------------------------------- | --------------- | ---- | ----------------------------------------------------------------------------------------------- |
| 1  | "Streets of New York"   |                                          | Kool G Rap      | 4:20 | - Fatback Band - "Gotta Learn How to Dance"                                                     |
| 2  | "Wanted: Dead or Alive" |                                          | Eric B.         | 4:35 |                                                                                                 |
| 3  | "Money in the Bank"     | Large Professor, Freddie Foxxx, Ant Live | Large Professor | 4:59 |                                                                                                 |
| 4  | "Bad to the Bone"       |                                          | Eric B.         | 5:22 | - Kool and the Gang - "Kool it (Here Come the Fuzz)"                                            |
| 5  | "Talk Like Sex"         |                                          | Kool G Rap      | 5:14 | - Sly Johnson - "Different Strokes" - Bobbie Knight & the Universal Lady - "Lovomaniacs (Sex)"  |
| 6  | "Play it Again, Polo"   |                                          | Eric B.         | 4:07 | - James Brown - "Make it Good to Yourself"                                                      |
| 7  | "Erase Racism"          | Big Daddy Kane, Biz Markie               | Biz Markie      | 4:31 | - Black Heat - "Zimba Ku" - Les McCann - "What's Going On" - Tom Scott - "Sneakin' in the Back" |
| 8  | "Kool is Back"          |                                          | Eric B.         | 3:25 | - Little Royal & the Swingmasters - "Razor Blade"                                               |
| 9  | "Play it Kool"          |                                          | Eric B.         | 4:31 |                                                                                                 |
| 10 | "Death Wish"            |                                          | Eric B.         | 4:05 | - Bob James - "Take me to the Mardi Gras" - Run-D.M.C. - "Beats to the Rhyme"                   |
| 11 | "Jive Talk"             |                                          | DJ Polo, Anton  | 4:35 | - B.B. King - "You're Losin' Me"                                                                |
| 12 | "The Polo Club"         |                                          | DJ Polo, Anton  | 4:01 |                                                                                                 |
| 13 | "Rikers Island"         |                                          | Marley Marl     | 5:33 |                                                                                                 |